# Trò chơi năm 1988
Trang này liệt kê các board game,  card game, wargame, miniatures game, và trò chơi nhập vai tabletop xuất bản năm 1988.  Đối với trò chơi điện tử, xem Trò chơi điện tử năm 1988.

## Trò chơi phát hành hoặc phát minh năm 1988
- 2300 AD (trò chơi nhập vai)
- Abalone
- Ad Astra (trò chơi nhập vai)
- Barbarossa
- Buck Rogers - Battle for the 25th Century
- Cyberpunk 2013 (trò chơi nhập vai)
- Dirty Minds
- Free Parking
- Girl Talk
- Fun House
- Kremlin
- Macho Women with Guns (trò chơi nhập vai)
- Merchant of Venus
- Ninjas and Superspies (trò chơi nhập vai)
- Scattergories
- Sky Galleons of Mars
- Space: 1889 (trò chơi nhập vai)

## Giải thưởng trò chơi được trao năm 1988
- Spiel des Jahres: Barbarossa

## Chết
| Ngày       | Tên               | Tuổi | Chức vụ                                                    |
| ---------- | ----------------- | ---- | ---------------------------------------------------------- |
| 27 tháng 8 | Kerry Lloyd       | 46   | Nhà thiết kế trò chơi nhập vai, nhà sáng lập của Gamelords |
| 29 tháng 8 | David A. Hargrave | 42   | Nhà thiết kế trò chơi nhập vai, nhà sáng lập của Arduin    |